# Церковь Николая Чудотворца Надеинская
Церковь Николая Чудотворца Наде́инская (разг. церковь Николы Наде́ина, Николо-Надеинская церковь) — недействующий православный храм в историческом центре Ярославля, на берегу Волги. Старейший из сохранившихся каменных памятников Ярославской школы зодчества XVII века. Находится в ведении Ярославской епархии и Ярославского музея-заповедника.

## История
Николо-Надеинская церковь занимает совершенно особое место в истории ярославского искусства. Это первый каменный храм в городском посаде. По преданию, церковь была заложена на крутом берегу Волги, в том месте, где к берегу волной прибило икону Николая Чудотворца. Предшествующие каменные постройки Ярославля были немногочисленны и строились на средства князей или властей Спасского монастыря. Заказчик Надеинского храма — купец Надея Светешников — не только заложил церковь, но и дал начало новой традиции. Жители города, сначала богатые купеческие династии, а затем и ремесленные слободы, строили великолепные каменные храмы, соревнуясь, чья приходская церковь будет больше, богаче, красивее. В названии Никольской церкви вошло второе, мирское имя государева гостя Епифания Светешникова — Надея (Надежда). Он был одним из самых богатых людей Русского царства.

## Внешний вид
Надеинская церковь — одна из первых культовых построек Русского государства, появившихся после прекращения Смуты. Памятник этот во многом переходный — и строители, и художники его обращаются к набору художественных средств предшествующего XVI столетия, однако именно здесь определены те пути, по которым пойдет развитие искусства Ярославля в XVII веке.
Несколько тяжеловесный объём главного храма поднят на высокий подклет. Первоначально храм был увенчан пятью главами, с широко поставленными боковыми главами на тонких шейках барабанов. Массивный четверик, башнеобразный Благовещенский придел, галереи с крыльцом и невысокая колокольня, поставленная над северо-западным крыльцом галереи, создавали единый компактный ансамбль. Стоящий ныне с юга небольшой бесстолпный придел Александра Свирского, был выстроен в 1690-е годы, то есть через 70 лет после возведения храма.
- Часовня Толжской Богоматери и Никольский храм в 1910 г.
- Вид с северной стороны
- Южная сторона
- Вид с Народного переулка

## Внутреннее убранство

### Роспись
Интерьеры Никольской Надеинской церкви были расписаны в 1640—1641 годах артелью из 20 мастеров под руководством опытнейшего костромского живописца Любима Агеева. На южной стороне храма указаны имена фрескистов: «А подписывали стенною иконною подписью сию церковь Николы Чудотворца на стороне юго-западного столпа в храме иконописцы: костромитин Иоаким Агеев сын Селпенков, а прозвище Любимо, да нижегородец Иван Лазарев, сын Муравей, да ярославец Стефан Евфимиев, сын Дьяконов, да москвичи Иван Никитин, Борис Алексеев да Андрей Мартемьянов, Никифор Ульянов, Федор да Борис Тимофеевы, да ярославцы Севастьян Дмитриев, Михайло Сидоров, Данило да Федор Ульяновы, да костромичи Илья Данилов, Василей да Прокопий да Дмитрей Ильины, дети Запокровские, Иван да Иван же Ивановы, дети Поповы, да Матфей Дементьев, сын Бородин и протчих с ними трудившихся о Господе». Эта работа стала первым и единственным стенописным ансамблем Ярославля первой половины XVII века. Работы были завершены в довольно сжатые сроки в течение 3 месяцев: с 5 июля по 5 октября, причём все объёмы церкви — главный храм, Благовещенский придел и галереи — расписывались одновременно.
В 1882 году храмовые росписи были возобновлены артелью палехских иконописцев. В настоящее время фрески XVII века находятся под сплошной записью XIX века, однако, запись довольно точно следует первоначальному рисунку. В январе 2007 года были предприняты работы по частичной расчистке первоначальных фресок.
- Вход в придел Александра Свирского
- Вход в храм из южной галереи
- «История Адама и Евы»
- «Взятие Моисеем костей Иосифа» и «Победа над Амаликом»
- «История Ноя»

### Иконостас
Одним из главных украшений храма является великолепный золочёный барочный иконостас, заменивший собой древний тябловый в 1751 году. Мощные брусья первого иконостаса, расписанные травным орнаментом по серебру, частично сохранились и просматриваются за третьим ярусом существующего ныне иконостаса. Алтарная преграда середины XVIII века масштабна по замыслу и весьма необычна для ярославских храмов по форме и украшению. Она была выполнена по рисунку и при участии основателя первого русского общедоступного театра Фёдора Волкова, бывшего прихожанином Надеинской церкви. Особенно впечатляют царские врата, украшенные рельефной композицией «Тайная вечеря» и оформленные в виде театральной сцены в обрамлении драпировок. Иконы, представленные в иконостасе, в основном написаны в XVII веке, но есть несколько и более ранних икон XVI века.
- Царские врата
- Левая сторона иконостаса
- Деталь иконостаса
- Деталь иконостаса
- Деталь иконостаса

## Режим работы музея
В летнее время с 10.00 до 17.00, перерыв 12:30—12:45. Выходные — среда, четверг, дождливые дни.